# Чингизово
Чингизово (баш. Сыңғыҙ) — деревня в Баймакском районе Республики Башкортостан Российской Федерации. Входит в состав Тавлыкаевского сельсовета. Согласно переписи 2020 года население составляло 524 человека.

## География

### Географическое положение
Деревня расположена на правом берегу реки Сакмары в месте впадения реки Кусябы.
Расстояние до:
- районного центра (Баймак): 23 км,
- центра сельсовета (Верхнетавлыкаево): 8 км,
- ближайшей железнодорожной станции (Сибай): 68 км.

## История
В период кантонного управления деревня Чингизово находилась на территории Бурзянской волости, где деревни делились на 9 групп деревень (юрты). Так в конце XVIII века деревня Чингизово относилась к 4-й юрте 6-го кантона. По предположению А. З. Асфандиярова, деревня названа в честь Чингиза. Он в опубликованных источниках не упоминается, но по материалам ревизских сказок известны его сыновья, внуки и правнуки. Род Чингиза является родовым подразделением бурзянского рода мунаш. 
В 1795 году в деревне проживал 321 житель, дворов было 65. В 1859 году в 88 дворах было учтено 520 башкир.

## Население
| 2002 | 2009 | 2010 |
| ---- | ---- | ---- |
| 578  | ↗622 | ↘573 |

Согласно переписи 2002 года, преобладающая национальность — башкиры (99 %).

## Религия
В селе есть мечеть.

## Известные уроженцы
- Ахметов, Хусаин Файзуллович (1914 — 1993) — башкирский композитор XX века.
- Асфандияров, Анвар Закирович (1934 — 2014) — советский и российский историк, кандидат исторических наук, профессор, кавалер ордена Салавата Юлаева.
- Туйсина, Рашида Гильмитдиновна (р. 1942) — танцовщица, заслуженная артистка России.
- Утягулов, Рамазан Исмагилович (1930 — 2017) — башкирский краевед, писатель.